# Чеботарёв, Дмитрий Фёдорович (сержант)
Дми́трий Фёдорович Чеботарёв (1920—1943) — участник Великой Отечественной войны, наводчик 45-мм орудия 212-го гвардейского стрелкового полка 75-й гвардейской стрелковой дивизии 17-го гвардейского стрелкового корпуса 13-й армии Центрального фронта, гвардии младший сержант, Герой Советского Союза (1943, посмертно).

## Биография
Родился в 1920 году в Воронеже. По окончании школы работал в паровозном депо станции Воронеж-2. В 1943 году был призван в армию, получил специальность наводчика орудия и в звании младшего сержанта был направлен в 212-й гвардейский стрелковый полк 75-й гвардейской стрелковой дивизии.
Во время Курской битвы 6 июля 1943 года в районе станции Поныри наводчик 45-мм орудия гвардии младший сержант Чеботарёв Д. Ф. в составе орудийного расчёта 212-го гвардейского стрелкового полка (командир орудия гвардии сержант Попов Пётр Михайлович, замковый гвардии красноармеец Кузнецов Степан Трофимович, заряжающий гвардии красноармеец Исупов Михаил Гаврилович, подносчик гвардии красноармеец Капсудин Борис Ефимович) принял бой против превосходящих сил противника.
Когда два других орудия батареи были выведены из строя огнём немецких танков, расчёт продолжал сражаться, и как сказано в наградном листе, подписанном командиром 212-го гвардейского стрелкового полка гвардии подполковником Борисовым М. С., 

прямой наводкой своего орудия поджёг 3 средних танка и один «Т-VI», который загорелся и вскоре взорвался, одно самоходное орудие, разбил 4 станковых пулемёта. При отражении атаки противника прямой наводкой убил и ранил более 100 солдат и офицеров противника, чем обеспечил выполнение боевой задачи батальона. Ведя бой своим орудием с танками противника т. Чеботарёв был ранен, но истекая кровью он продолжал метко стрелять и поджёг ещё два танка противника.
Указом Президиума Верховного Совета СССР от 7 августа 1943 года за отвагу и героизм, проявленные в борьбе с немецко-фашистскими захватчиками гвардии младшему сержанту Чеботарёву Дмитрию Федоровичу присвоено звание Героя Советского Союза (посмертно).
Чеботарёв Д. Ф похоронен в братской могиле около села Ольховатка Поныровского района Курской области.
За этот бой командир расчёта Попов П. М. награждён орденом Ленина, Кузнецов С. Т. медалью «За отвагу» (посмертно), Исупов М. Г. и Капсудин Б. Е. медалью «За отвагу».

## Награды
- Медаль «Золотая Звезда» № ---- Героя Советского Союза (7 августа 1943);
- орден Ленина.

## Память

Памятный знак

Школа № 35 г. Воронежа, в которой учился Чеботарёв Д. Ф.

- На братской могиле в селе Ольховатка Поныровского района Курской области РФ, где похоронен Д. Ф. Чеботарёв, создан Мемориал героям Северного фаса Курской дуги.
- На месте последнего боя установлен памятный знак.
- В посёлке Поныри Курской области создан мемориальный комплекс, в котором установлена стела с именем и портретом Д. Ф. Чеботарёва[6].
- В городе Воронеже, где Д. Ф. Чеботарёв жил и работал, именем Героя названы улица и школа, он навечно зачислен в коллектив депо станции Воронеж-2.
- По инициативе ветеранов 75-й гвардейской дивизии и Музея боевой славы дивизии школы № 1 города Курска приказом Министра обороны РФ № 543 от 31 октября 2008 года Чеботарев Дмитрий Федорович был навечно зачислен в списки 1-й самоходной артиллерийской батареи 6-го гвардейского Берлинского мотострелкового полка 10-й гвардейской танковой Уральско-Львовской дивизии Московского военного округа.
- В 70—80-х годах прошлого столетия один из тепловозов (в настоящее время исключён из инвентаря) серии ТЭМ2 приписки локомотивного депо Воронеж-Курский Юго-Восточной железной дороги носил имя Чеботарёва Д. Ф.
- В настоящее время именем Чебоарёва Д. Ф. назван работающий на Воронежском железнодорожном узле тепловоз ЧМЭ3-3397 приписки локомотивного депо Белгород-Курский.